# Испаљени
Испаљени (енгл. Punk'd) америчка је телевизијска емисија коју је водио Ештон Кучер, а емитовао MTV. Приказује познате личности којима се у окружењу поставља скривена камера.